# ヴァルナ・ジャーティ制
ヴァルナ・ジャーティ制（ヴァルナ・ジャーティせい）は、インドにおける身分制度に対する一呼称で、従来用いられてきた「カースト制」の別称。「カースト」がポルトガル語起源による外来の概念であるところから、それをインド在来の概念によって置き換えようとして、近年、導入が主張ないし検討されている用語。インド史学の小谷汪之が日本における主たる提唱者であり、賛同者も少なくない。

## 提唱の背景
カーストとは、ヴァルナ（四種姓）のみならず、インド社会におけるさまざまな共同体およびそこにおけるインド特有の社会慣行を内包しており、これらの多様で複雑な現象はヴァルナとジャーティの両概念に還元されて理解されるべきものではないかというのが、この用語の提唱の背景である。

## 提唱の前提
この用語が提唱される前提としては、「カースト」という語がヴァスコ・ダ・ガマ以前にはさかのぼらないことから、古代に端を発したインドの身分制度、社会慣行をあらわすのには不適切だとする見方がある。
また、ヴァルナが概念上のものであるのに対し、ジャーティは内婚と職業選択に関するものであり、2,000とも3,000ともいわれるジャーティは、かならずいずれかのヴァルナに包摂されるという認識がある。

## 問題点
ヴェーダをはじめとするサンスクリット文献においては、ヴァルナはきわめて豊富な叙述内容をともなうのに対し、共同体としてのジャーティについてはほとんど述べるところがなく、仮に「ジャート」ないし「ジャーティ」の語が登場しても「生まれ」「動植物の種」というような意味合いにおいてであって、こんにち用いられる意味においてではない。ジャーティの枠組みはジャーティ・プラターと呼ばれ、いわゆる「カースト」を構成する要素のひとつではあるが、むしろ、伝統的にはヴァルナの枠組み（ヴァルナ・ヴィャワスター）とはまったく別のものと把握されてきたのである。
また、たとえば1億を超すといわれる不可触民についてはアヴァルナ（ヴァルナをもたないもの）との呼称もあり、サンスクリット文献においても4ヴァルナの枠組みの外におかれている。ヴァルナの枠組みの外にあるものとしては、他にカーヤスタやラージプート（「王の子孫」）、マラーターなどの各種の集団範疇、サマージ、ダル、ニャートなど各種組織にかかわる範疇がある。これらについては、サンスクリット文献においては具体的な情報はほとんど得られない。各ヴァルナ相互の婚姻による混交（ヴァルナ・サンカラ）もある。
いっぽう、「カースト」の語には家系血統、親族組織、職能集団、同業者集団、商家の同族集団、隣保組織、友愛サークル、王統、宗教集団、宗派組織、派閥など雑多な共同体が内包されており、これらは上記したようにかならずしもヴァルナとジャーティに還元されるものではない。また、西洋人によってインド社会に特徴的な慣習とされた、これらの身分制度としての「カースト」は、イギリスによる植民地化の進行によって支配者により活用され、それ自体も変容もしてきたのである。単純に「カースト制」の語を「ヴァルナ・ジャーティ制」に置き換えられるわけではない。
ただし、カーストの語はしばしばヴァルナの意として、ときにはジャーティの意味で用いられ、両者が混同されることも少なくない。両者を切り離して考えようとするとき、「カースト」の語が曖昧できわめて多義的な性格を帯びていることもまた事実である。